# Scotland the Brave
Scotland the Brave (skotsk gaeliska: Alba an Àigh) är en skotsk sång som brukar framföras på säckpipa.
Sången brukar användas som Skottlands nationalsång.

## Lyrik
| Originaltext | Svensk översättning |
| --- | --- |
| Hark, when the night is falling Hear! Hear the pipes are calling Loudly and proudly calling down thro' the glen There where the hills are sleeping Now feel the blood a leaping High as the spirits of the old Highland men Refräng Towering in gallant fame! Scotland my mountain hame! High may your proud standards gloriously wave! Land of my high endeavour! Land of the shining river! Land of my heart forever! Scotland the brave             | Lyssna när natten faller! Hör! Hör! Säckpiporna kallar! Högt och stolt kallar ner genom dalen Där där bergen sover Nu känn blodet språnga! Högt som själarna från de gamla högländarmännen. Refräng Mäktig i galant berömmelse! Skottland, mitt bergshem! Högt må dina stolta standarder ärofyllt fladdra! Land av min höga strävan! Land av den skinande älven! Land i mitt hjärta för alltid. Skottland den modiga.                                      |
| High in the Misty highlands, Out by the purple islands Brave are the hearts that beat beneath Scottish skies Wild are the winds to meet you Staunch are the friends that greet you Kind as the love that shines from fair maidens eyes. Refräng Towering in gallant fame! Scotland my mountain hame! High may your proud standards gloriously wave! Land of my high endeavour! Land of the shining river! Land of my heart forever! Scotland the brave | Högt i de dimmiga högländerna Ute vid de lila öarna Modiga är hjärtana som slår under skotska himlar Vild är vinden att hälsa dig! Trofasta är vännerna som möter dig. Snäll som kärleken som skiner från vackra flickors ögon! Refräng Mäktig i galant berömmelse! Skottland, mitt bergshem! Högt må dina stolta standarder ärofyllt fladdra! Land av min höga strävan! Land av den skinande älven! Land i mitt hjärta för alltid. Skottland den modiga.  |
| Far off in sunlit places Sad are the Scottish faces Yearning to feel the kiss of sweet Scottish rain. Where tropic skies are beaming. Love sets their heart a-dreaming. Longing and dreaming of their homeland again! Refräng Towering in gallant fame! Scotland my mountain hame! High may your proud standars gloriously wave! Land of my high endeavour! Land of the shining river! Land of my heart forever! Scotland the brave                    | Långt borta på soliga platser. Ledsna är de skotska ansiktena. Längtande efter att känna kyssen av sött skotskt regn. Där tropiska skyar strålar Kärleken sätter hjärtat drömmande Längtande och drömmande efter sitt hemland igen. Refräng Mäktig i galant berömmelse! Skottland, mitt bergshem! Högt må dina stolta standar ärofyllt fladdra! Land av min höga strävan! Land av den skinande älven! Land i mitt hjärta för alltid. Skottland den modiga. |

## Andra versioner
Stubb-Jonas låt Härliga Härjedalen från 1971 är Scotland the Brave med annan text.

### Fotnoter
1. ↑  Svensk Mediedatabas: Allting snurrar runt / Stubb-Jonas och hans orkester